# المدرسة الحنبلية
المدرسة الحنبلية في القدس تُعدّ من المعالم التاريخية البارزة التي تعكس الدور العلمي والديني للمذهب الحنبلي في المدينة المقدسة خلال العهد المملوكي. أُسّست المدرسة على يد الأمير سيف الدين بيدمر الخوارزمي، نائب الشام، وذلك في سنة 781هـ/1380م. وكانت هذه المدرسة الثانية لأصحاب المذهب الحنبلي في القدس بعد المدرسة الوجيهية.

## الموقع
تقع المدرسة الحنبلية في حي باب الحديد بالقدس، وهو أحد الأحياء التاريخية القريبة من المسجد الأقصى المبارك. ويُذكر أن المدرسة كانت تُعرف أيضًا باسم "دار فطينة"، وقد اشتراها الشيخ علي الطزيز سنة 1954.

## الهندسة المعمارية
تتكون المدرسة من طابقين وصحن مكشوف. يُؤدي المدخل إلى دركاه، ثم إلى صحن مكشوف يحيط به عدد من الخلاوي ذات المداخل المعقودة. وفي جنوبه، إيوان كبير له محراب جميل. أما الطابق الثاني، فيحتوي على مجموعة غرف كانت تُستخدم لسكنى المدرسين وطالبي العلم. لعبت المدرسة الحنبلية دورًا مهمًا في الحركة الفكرية في القدس، حيث كانت مركزًا لتدريس المذهب الحنبلي. وقد استمرت في أداء هذا الدور لعدة قرون، مما ساهم في تعزيز الوجود الحنبلي في المدينة.
مع مرور الزمن، تحولت المدرسة إلى دار سكن، ويسكنها حاليًا جماعة من آل قطينة. ورغم ذلك، لا تزال تحتفظ ببعض معالمها المعمارية الأصلية، مما يجعلها شاهدًا على التاريخ العلمي والديني للقدس.